# 4947 Ninkasi
4947 Ninkasi este un asteroid din grupul Amor, descoperit pe 12 octombrie 1988 de Carolyn Shoemaker.